# 山根正次

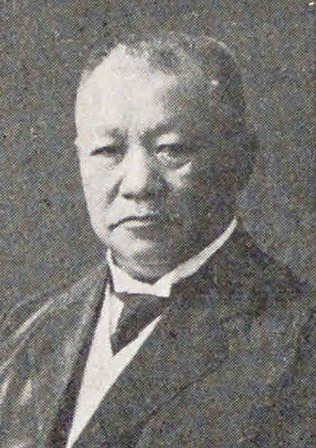
山根正次

山根 正次（やまね まさつぐ、安政4年12月23日 （1858年2月6日） - 大正14年（1925年）8月29日）は、日本の衆議院議員（中正倶楽部→大同倶楽部→立憲同志会）、医学者。

## 経歴

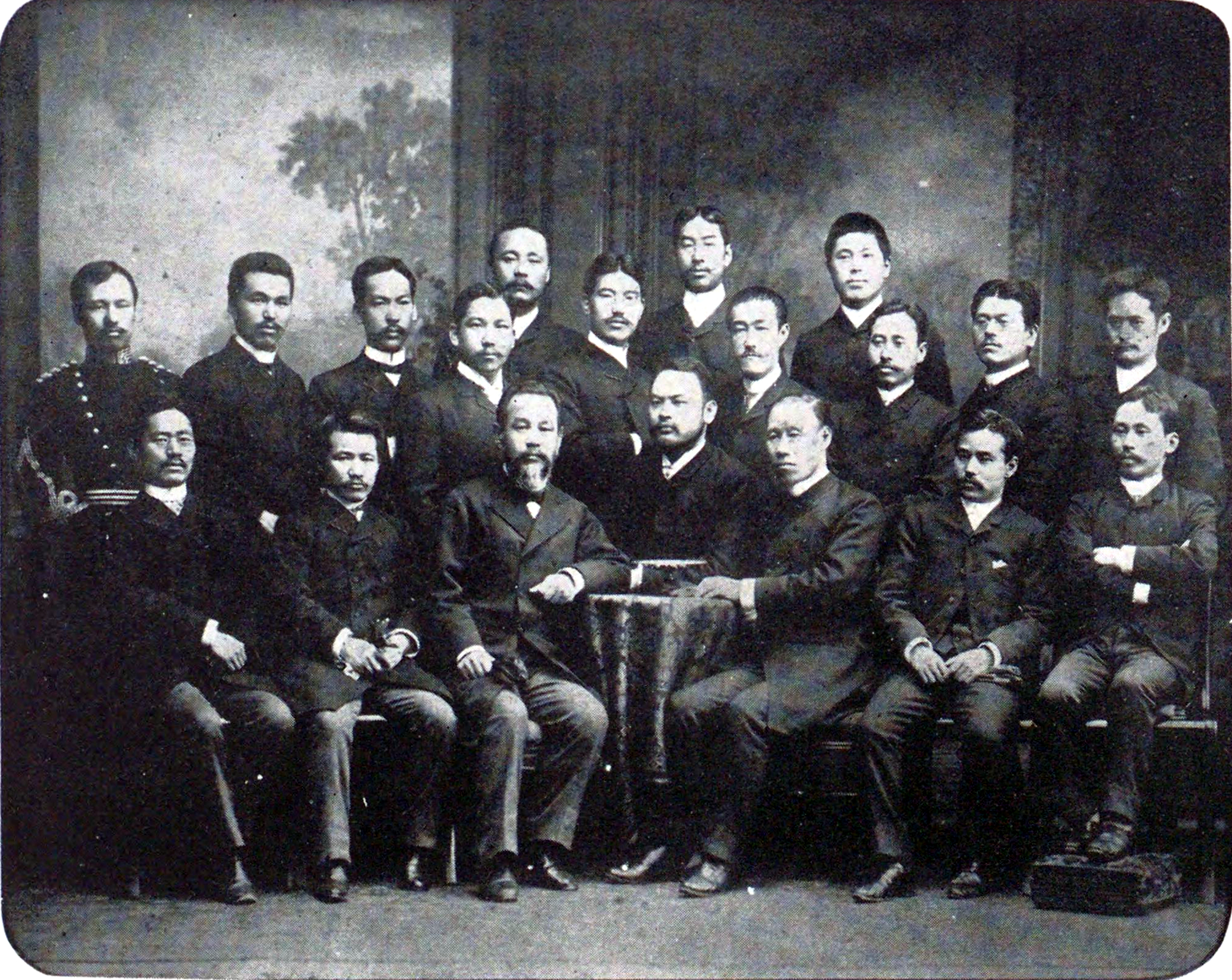
1888年、プロイセン王国ベルリン市にて日本人留学生と。前列左より河本重次郎、山根、田口和美、片山國嘉、石黑忠悳、隈川宗雄、尾澤主一。中列左から森林太郎、武島務、中濱東一郎、佐方潜蔵（のち侍医）、島田武次（のち宮城病院産科長）、谷口謙、瀬川昌耆、北里柴三郎、江口襄。後列左から濱田玄達、加藤照麿、北川乙治郎

長門国阿武郡椿郷東分村（現在の山口県萩市）出身。長州藩の医学館であった好生堂で蘭学を、中学校でドイツ人教師からドイツ語を学んだ。東京大学医学部を卒業し、長崎医学校一等教諭に任じられた。1885年（明治18年）、長崎でコレラが大流行すると、検疫委員として防疫に尽力した。
1887年（明治20年）よりドイツ・オーストリアに留学し、法医学を学んだ。帰国後は、警察医長、医務局長、警視庁第三部長を歴任した。
1902年（明治35年）、第7回衆議院議員総選挙に出馬し、当選。当選回数は6回を数えた。また東京市会議員も兼ねた。
さらに、1904年（明治37年）に日本医学校（現在の日本医科大学）が創設されると、初代校長に就任した。墓所は青山霊園。

## 栄典
- 1902年（明治35年）12月27日 - 正五位[6]

## 著書
- 『虎列剌病汎論』（英蘭堂、1887年）
- 『実用検毒学』（誠之堂、1894年）
- 『改良服図説』（伴鶴堂、1902年）
- 『日独比較 改正伝染病予防法論』（清水書店、1906年）